# Polyzonus violaceus
Polyzonus violaceus är en skalbaggsart som beskrevs av Plavilstshikov 1933. Polyzonus violaceus ingår i släktet Polyzonus och familjen långhorningar. Inga underarter finns listade i Catalogue of Life.